# Noodle istantanei
I noodles istantanei o ramen istantaneo (instant noodles in inglese e インスタントラーメン?, insutanto rāmen in giapponese) sono una pietanza a base di pasta lunga precotta e disidratata, consumata di solito in brodo, la cui preparazione richiede pochi minuti. La pasta più utilizzata sono i ramen (spaghettini), ma spesso si trovano anche tagliolini. I noodle vengono venduti sigillati in sacchetti di plastica o in tazze di plastica o EPS che contengono la pasta e il condimento necessario per il brodo.
Alcuni tipi si possono consumare dopo che gli ingredienti sono stati immersi in acqua bollita per 1 o 2 minuti, altri tipi si consumano dopo aver fatto bollire la pasta 2 o 3 minuti e aver aggiunto il condimento al termine della cottura. Prodotti per la prima volta in Giappone nel 1958, sono ora diffusi in quasi tutto il mondo. Sono stati definiti cibo spazzatura.

## Storia
I noodle istantanei furono inventati in Giappone dall'imprenditore nippo-taiwanese Momofuku Andō, la cui azienda Nissin li lanciò sul mercato nazionale il 25 agosto 1958 con il nome Chikin Ramen (ramen al pollo). Questi noodle costavano 35 yen e potevano essere consumati dopo due minuti aggiungendo acqua bollente. Inizialmente furono considerati dai giapponesi un lusso perché nei negozi di alimentari si potevano trovare ramen freschi a un sesto del loro prezzo, ma diventarono comunque popolarissimi nel paese. Cominciarono presto a diffondersi in Asia Orientale, Asia del Sud e Sud-est asiatico, dove entrarono a far parte delle culture locali, e nei decenni successivi divennero popolari in quasi tutto il mondo.
Per offrire un prodotto più godibile, i produttori migliorarono il gusto dei noodle istantanei aggiungendo nelle confezioni esaltatore di sapidità in polvere in una bustina a parte. Nel 1962 furono prodotti i primi noodle istantanei con l'utilizzo degli udon (pasta tonda e spessa tipo i bigoli). Nel 1964 vi erano già diverse aziende giapponesi che producevano noodle istantanei. Nel 1971, la Nissin introdusse la confezione in tazza sigillata, dove si poteva versare l'acqua bollente per completare la cottura; negli anni successivi nella tazza furono aggiunte verdure disidratate. In tempi più recenti, con la maggiore conoscenza dei problemi di salute legati all'alimentazione, si iniziarono a vendere tipi di noodle con l'aggiunta di ingredienti salutari.
Secondo un'inchiesta condotta in Giappone nel 2000, i giapponesi credevano che la loro migliore invenzione del XX secolo fossero stati i noodle istantanei. Nel 2010 ne furono consumate circa 96 miliardi di confezioni in tutto il mondo, di cui 42 miliardi in Cina, 14 miliardi in Indonesia, 5,3 miliardi in Vietnam e 4 miliardi negli Stati Uniti. I coreani furono quelli che ne mangiavano di più con 69 confezioni all'anno pro capite.

## Ingredienti
Gli ingredienti di base nell'impasto sono farina di grano, acqua e sale. Secondo quanto stabilito dalla USDA statunitense, sono inoltre consentiti olio di palma, aromatizzanti, fosfato di sodio, fecola di patate ecc.

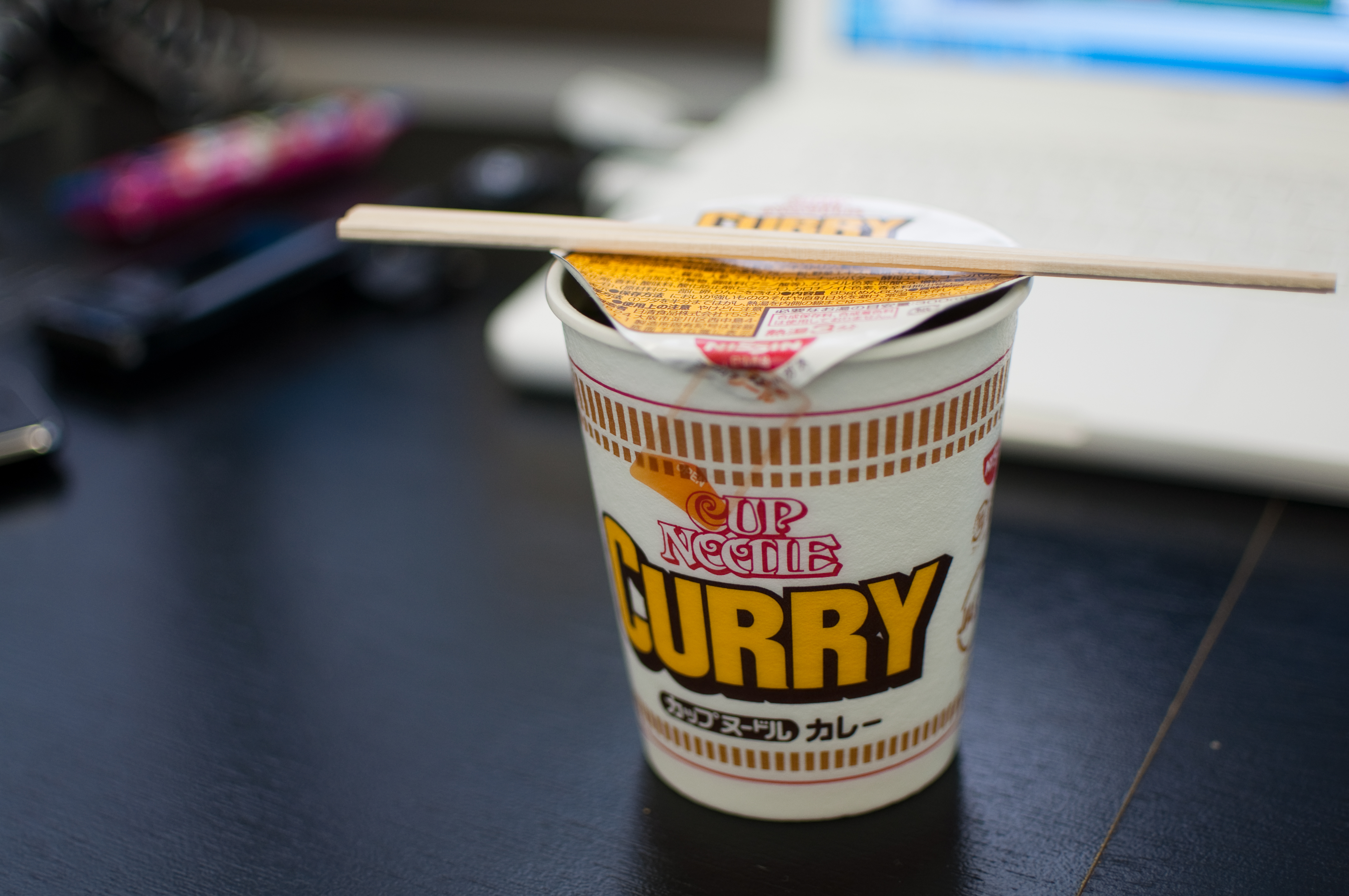
Instant noodle giapponesi

### Farina
I noodle sono di solito fatti con farina di grano ma possono anche essere utilizzate farine di riso o grano saraceno o anche farine miste. Si preferiscono farine con l'8.5-12.5% di proteine in modo che i noodle non si spezzino nel processo di disidratazione. Il glutine è la proteina del grano che garantisce viscoelasticità alla pasta.

### Acqua
La quantità di acqua nell'impasto ne determina insieme al glutine la viscoelasticità; di solito ne viene usata il 30%-38% del peso della farina. Se l'assorbimento di acqua dell'impasto è troppo alto, l'idratazione della farina non è completa, se è troppo basso l'impasto risulta troppo appiccicoso. Una cattiva disidratazione dei noodles può favorire lo sviluppo di microorganismi. Lo United States Department of Agriculture impone che quando vengono fritti l'umidità dei noodle disidratati non superi l'8%, gli altri noodle possono avere l'umidità massima del 14,5%.

### Sale
Il sale si aggiunge durante l'impasto, rafforza le proprietà del glutine, facilita la tiratura della sfoglia e rende i noodles più soffici ed elastici. Rallenta inoltre le attività microbiche nonché quelle degli enzimi che potrebbero ostacolare la funzione del glutine. Sali alcalini come i carbonati di sodio e di potassio possono essere aggiunti per incrementare il colore giallo della pasta e a loro volta per influire sulla tiratura della sfoglia. Per i noodle istantanei si usa una quantità di sale superiore a quella usata per la pasta fresca. Una confezione contiene più di metà della dose giornaliera di sale consigliata.

### Kansui
Il Kansui è una soluzione alcalina con una proporzione di 9:1 di carbonato di sodio rispetto al carbonato di potassio; viene aggiunto all'impasto e influisce positivamente sulla funzione del glutine e sul rendere gelatinosa la fecola, garantendo una migliore consistenza al momento di masticare.

### Olio
Il processo di disidratazione più diffuso dei noodle consiste nel friggerli. Secondo le regole dell'USDA, nei noodle istantanei che vengono fritti il livello di grassi non deve superare il 20% del peso totale. Questa alta percentuale fa sì che i consumatori più propensi a un'alimentazione sana si rifiutino di consumarli. Viene di solito usato l'olio di palma, che costa poco e garantisce stabilità di temperatura durante la frittura. L'alto contenuto di grassi e quello basso di umidità può favorire l'ossidazione dei grassi e vengono quindi molto usati i conservanti. Sono quindi stati introdotti altri sistemi di disidratazione che non prevedono la frittura, e secondo l'USDA gli instant noodle non fritti dovrebbero avere un contenuto di grassi inferiore al 3%.

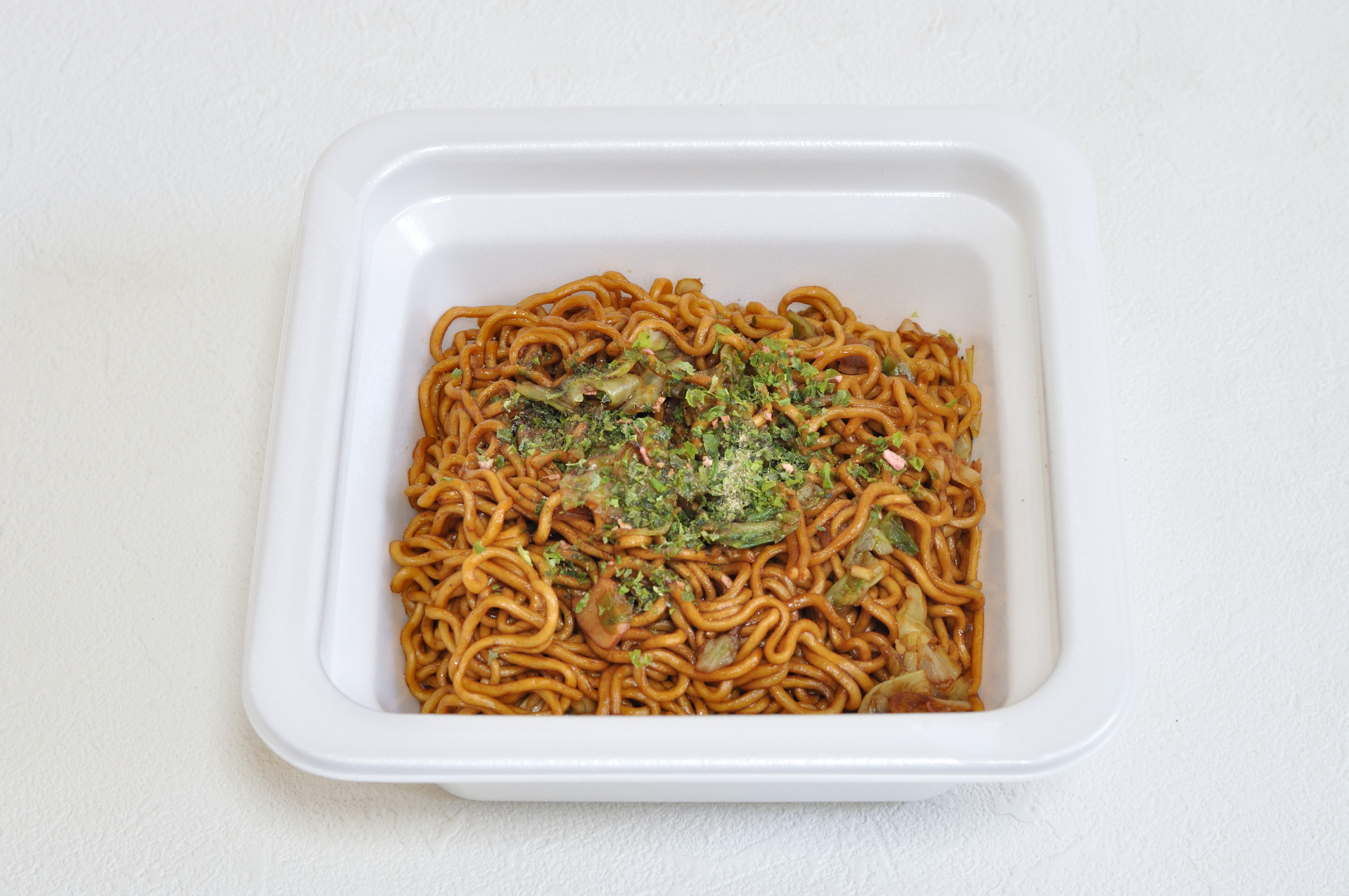
Instant yakisoba in tazza, si consuma asciutta dopo aver lasciato in acqua calda per alcuni minuti la sola pasta, averla scolata e aver aggiunto il condimento

### Amidi
La fecola di patate si aggiunge per aumentare il livello di gelatina e le capacità di trattenere l'acqua dei noodle. La gelatina si usa per migliorarne l'elasticità e la masticazione, per trattenere l'acqua rendendo i noodle più lisci e splendenti dopo la cottura, il cui tempo inoltre si accorcia.

### Polifosfati
I polifosfati sono usati come additivo per migliorare la gelatinizzazione della fecola durante la cottura che precede il consumo, consentendo una maggiore ritenzione idrica. Ne viene di solito usata una quantità pari allo 0.1% del peso della farina e vengono aggiunti all'acqua prima di mescolare.

### Idrocolloidi
Sono usati vari idrocolloidi nella produzione dei noodle istantanei per aiutare la ritenzione idrica durante le reidratazione e accorciare i tempi di cottura. Vengono sciolti nell'acqua prima di mescolare.

## Produzione

### Impasto, stesura, taglio e breve cottura al vapore
La produzione inizia sciogliendo il sale, la fecola di patate e gli aromatizzanti nell'acqua, questi elementi vengono mischiati e si aggiunge poi la farina scelta. L'impasto che ne risulta va lasciato a lievitare. La pasta viene fatta passare tra due rulli più volte per sviluppare più glutine al fine di garantire una adatta consistenza al momento della masticazione. Si raggiunge infine lo spessore desiderato e si procede al taglio con un procedimento che dia ai noodle la caratteristica ondulazione del prodotto finito. I noodle vengono quindi cotti al vapore alla temperatura di 100° per 1-5 minuti per migliorare la gelatinizzazione della fecola.

### Disidratazione
Si procede poi alla disidratazione che può essere fatta friggendo i noodle o asciugandoli con aria calda.

#### Frittura
Quelli fritti vanno lasciati nell'olio per 1-2 minuti con temperatura di 140°-160°. Quando sono fritti l'umidità passa dal 30–50% al 2–5%. Gli oli più usati in Nord-America sono olio di canola, olio di semi di cotone e misture con olio di palma, mentre in Asia si usano solo olio o oleina di palma. L'assorbimento del grasso durante questo processo lascia porosità sulla superficie della pasta che consente un minor tempo di cottura al momento del consumo.

#### Con aria calda
I noodle asciugati con aria calda vengono lasciati 30-40 minuti a una temperatura di 70°-90°, processo che lascia un'umidità dell'8–12%. La porosità necessaria si ottiene per la rapida evaporazione dell'acqua. Oltre l'80% dei noodle istantanei vengono fritti perché acquistano una migliore consistenza e perché si cuociono prima quando devono essere consumati. I noodle asciugati ad aria hanno un contenuto massimo di grassi del 3% mentre quelli fritti ne hanno circa il 15–20%, che provoca una più rapida deperibilità.

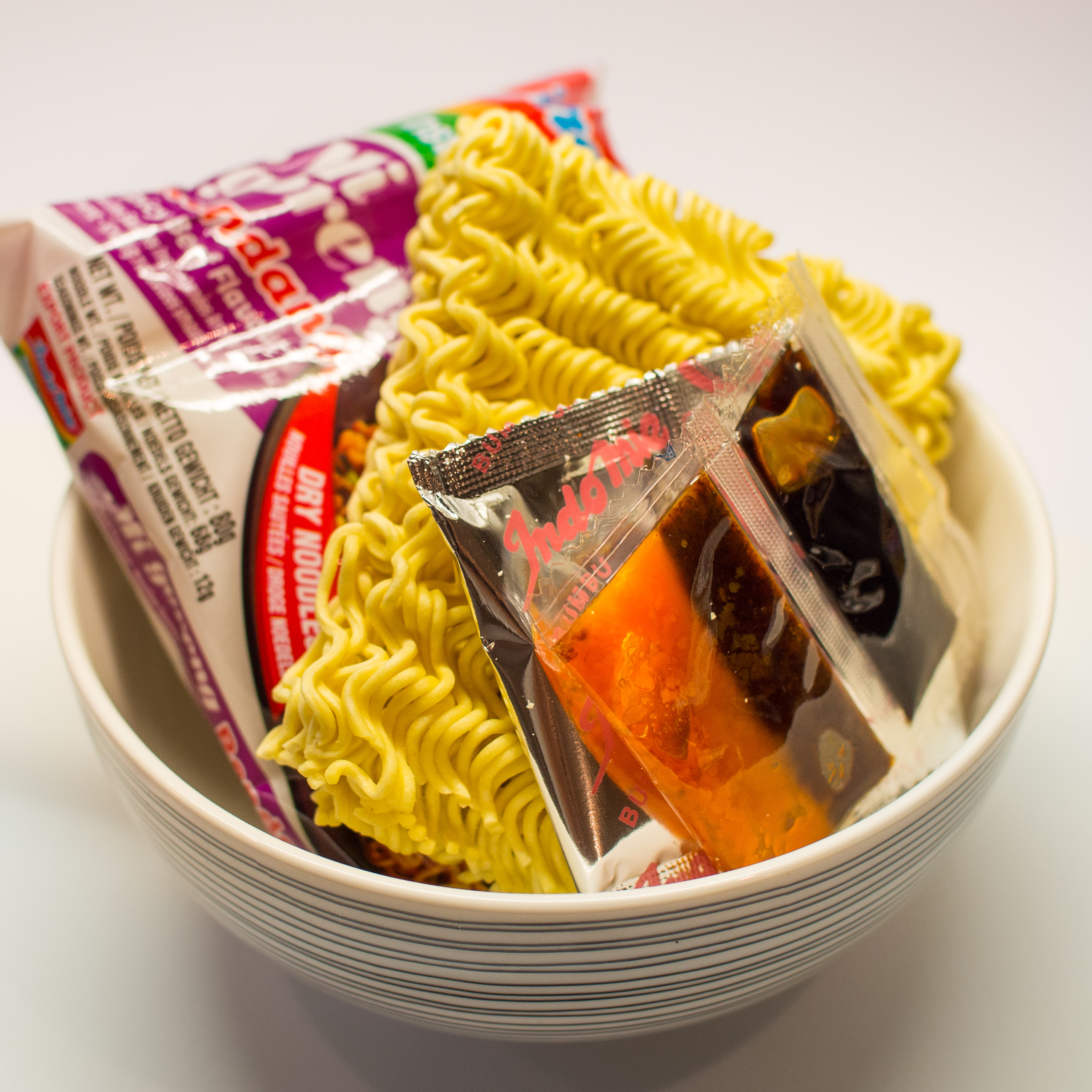
Una confezione da aprire in sacchetto e il contenuto di un'altra

### Confezioni
Prima di essere confezionati, i noodle sono raffreddati e ne viene analizzata la qualità. La confezione comprende il condimento che può avere il gusto di manzo, pollo, maiale, gamberi, curry ecc. L'involucro esterno è impermeabile all'aria e all'acqua. 

#### Sacchetto
Le confezioni in sacchetto hanno al loro interno una o più bustine contenenti il condimento. Si possono trovare anche sacchetti grandi contenenti solo la pasta, che viene aggiunta a minestre, saltata in padella con condimento a piacere ecc.

#### Tazza
La confezioni recanti la tazza hanno l'involucro esterno che aderisce alla tazza stessa, all'interno della quale vi sono i noodle sotto e il condimento sciolto senza bustina sopra. Spesso in queste confezioni vi sono anche pezzi di verdure e/o carne disidratate per aumentare il sapore.

## Deperibilità
La durata dei noodle istantanei varia dai 4 ai 12 mesi a seconda dei fattori ambientali. La durata è garantita dall'alto contenuto di sodio, dalla bassa umidità e dalla limitata attività dell'acqua.

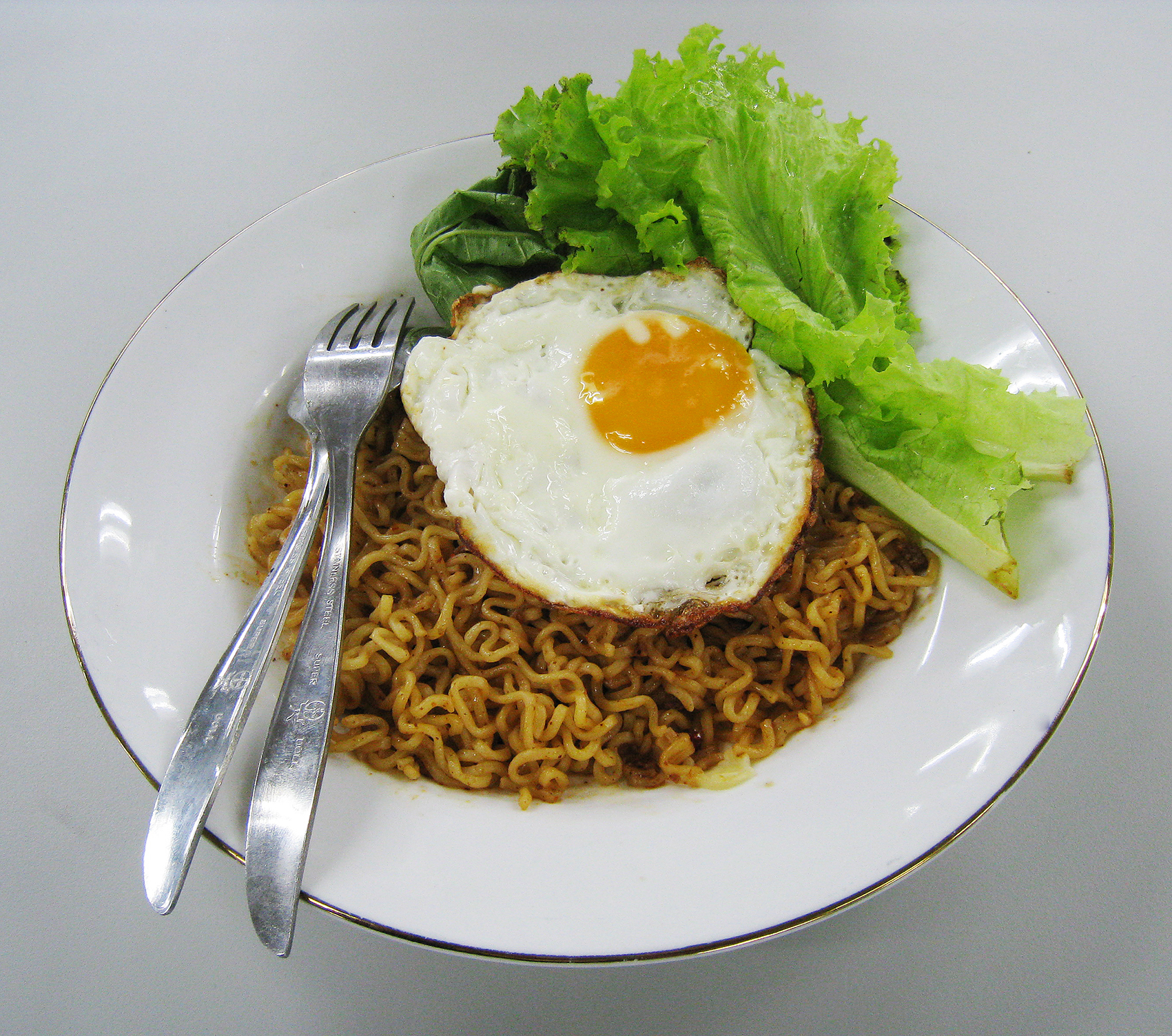
Noodle istantanei indonesiani asciutti con uovo all'occhio di bue e verdura

## Consumo
Alcuni tipi di noodle istantanei vanno consumati dopo essere stati immersi per 1–2 minuti con il loro condimento in una dose opportuna di acqua bollita. Alcuni di quelli in sacchetto vanno invece lasciati a bollire in acqua per 3 o 4 minuti, viene poi aggiunto il condimento prima del consumo. Vengono talvolta consumati anche senza essere scaldati. Possono anche essere prima cotti in acqua, che va quindi scolata, e consumati asciutti con l'aggiunta del condimento. Altri noodle istantanei si cuociono in acqua calda, vengono scolati e infine saltati in padella con ingredienti a piacere.

## Effetti sulla salute
A causa degli effetti nocivi che hanno sulla salute, i noodle istantanei sono stati definiti cibo spazzatura; il prodotto presenta un'alta concentrazione di carboidrati e grassi e un basso contenuto di proteine, fibre, vitamine e sali minerali. Per ovviare a questi problemi, le aziende hanno iniziato a produrre tipi di noodle istantanei contenenti più fibre e collagene, a basse calorie, a basso contenuto di sodio ecc.
Si sono verificati in India casi di saturnismo causato dai noodles istantanei della Maggi, azienda affiliata alla Nestlé, che contenevano dosi di piombo circa 7 volte il limite consentito. Diversi stati indiani e il Nepal hanno vietato quindi la vendita del prodotto. Nel giugno 2015, la Food Safety and Standards Authority of India (FSSAI) vietò la vendita nel paese di tutte le nove varietà dei noodle istantanei della Maggi, definendoli pericolosi per il consumo umano.

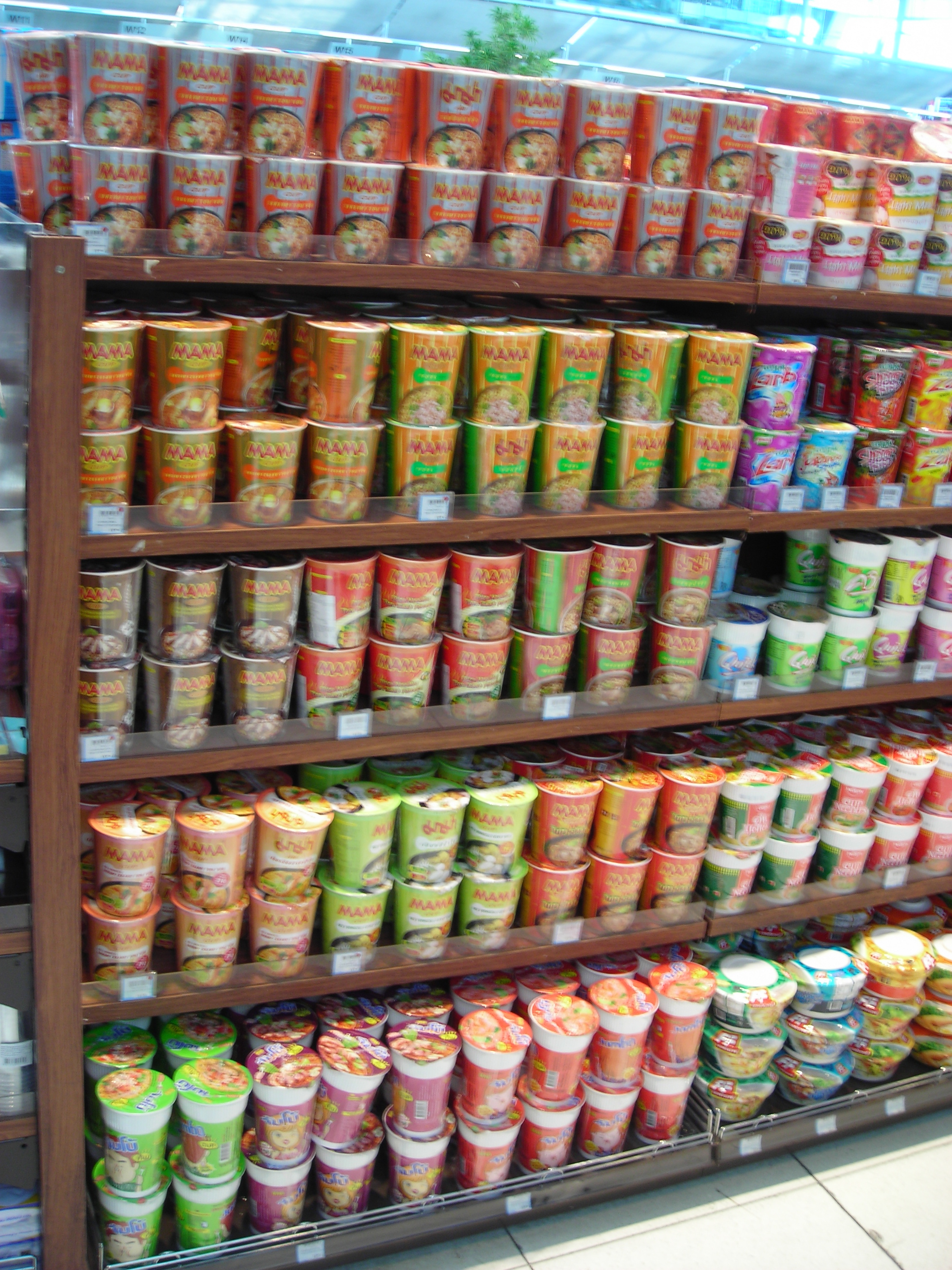
Instant noodle thailandesi in tazza

## Diffusione
I noodle istantanei sono diventati popolari in quasi tutto il mondo, e spesso vengono prodotti in un singolo paese secondo i gusti locali. Secondo le stime della World Instant Noodles Association (WINA) - organizzazione legata alla Nissin giapponese - nel 2020 erano più di 55 i paesi di tutto il mondo in cui si consumavano i noodle istantanei, per un totale di 116,56 miliardi di confezioni vendute quell'anno. Il paese con il maggiore consumo era la Cina, compresa Hong Kong, con 46,35 miliardi di confezioni vendute, seguita da Indonesia con 12,64 miliardi, Vietnam con 7,03 miliardi, India con 6,73 miliardi, Giappone con 5,97 miliardi, Stati Uniti con 5,05 miliardi, Filippine con 4,47 miliardi, Corea del Sud con 4,13 miliardi, Thailandia con 3,71 miliardi, Brasile con 2,72 miliardi e Nigeria con 2,46 miliardi. Il primo paese europeo era la Russia, al 12º posto mondiale con 2,00 miliardi. Secondo queste stime, il consumo di noodle istantanei in Italia cominciò ad essere rilevante nel 2014, e nel 2020 era al 47º posto mondiale con circa 30 milioni di confezioni vendute.